# Detlef Sammann

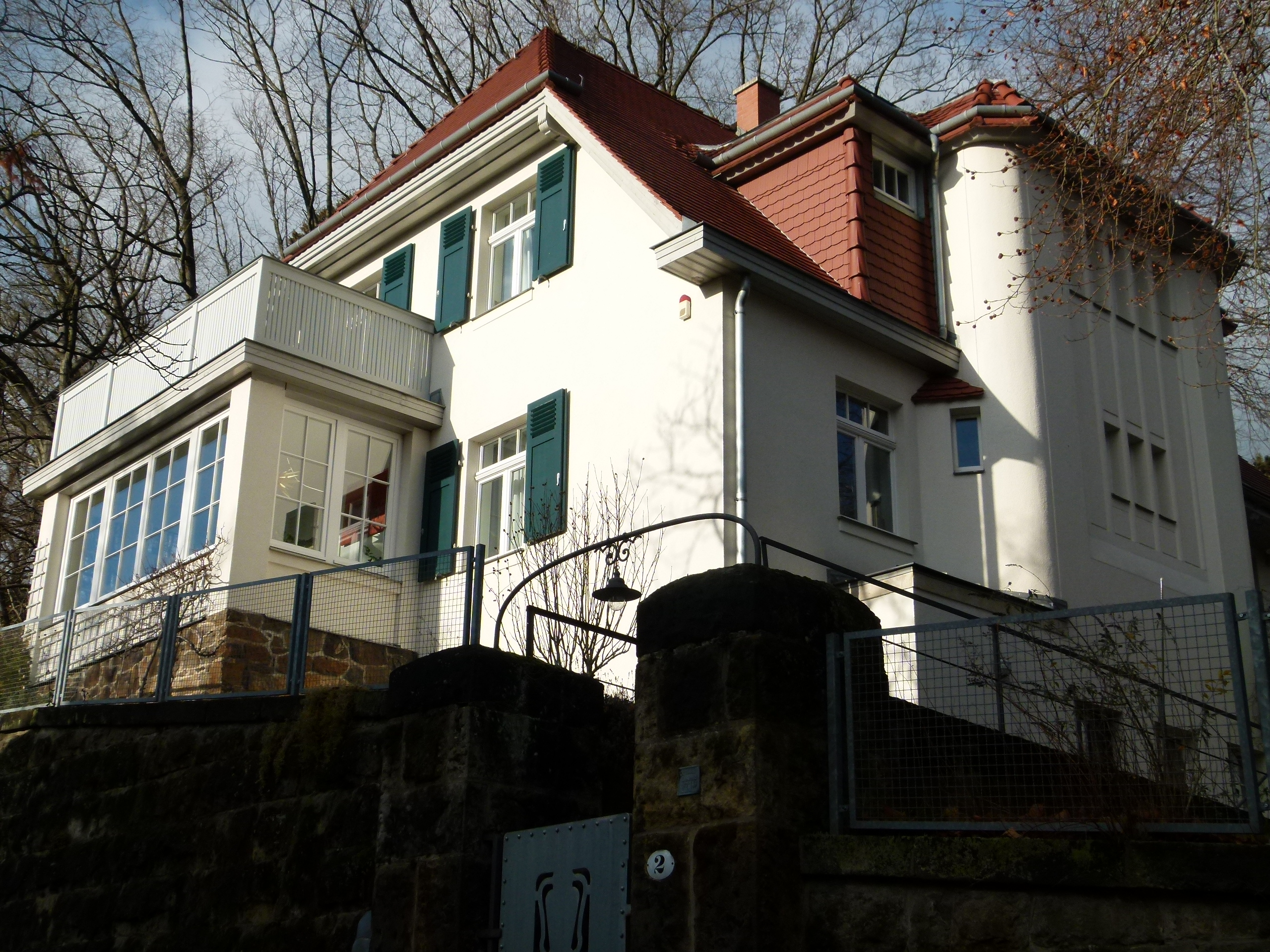
Wohnhaus von Detlef Samman in Dresden, Sonnenleite 2

Detlef Sammann (* 28. Februar 1857 in Westerhever; † 25. Mai 1938 in Dresden) war ein deutscher Maler. Er wanderte  1881 in die USA mit Ziel New York aus, 1921 kehrte er nach Deutschland zurück.

## Leben
Detlef Sammann wurde am 28. Februar 1857 in Westerhever geboren. Er ging bei einem Maler in die Lehre, woraufhin er in seinen Jugendjahren begann, als Freskenmaler in Dresden zu arbeiten. Während seiner Zeit in Dresden war Sammann vier Jahre lang Schüler von Wilhelm Ritter. 1881 schiffte sich Sammann nach New York ein, wo er zunächst als  Raumausstatter und  Wandmaler arbeitete. 1898 zog er aus gesundheitlichen Gründen nach Kalifornien. Zwei Jahre lang war Sammann in San Diego und San Francisco aktiv, zog dann aber nach Pasadena. Die zahlreichen Fresken, die Sammann in den lokalen Anliegen malte, sind Beispiele für den deutschen Rokoko-Stil. Bei Eintritt in den Ruhestand 1912 zog er nach Pebble Beach und übernahm einen impressionistischen Stil. Durch die regionale Szenerie inspiriert, malte er Landschaften, Küstenverläufe und Seebildnisse. Sammann verbrachte vier Jahre an diesem Ort, kehrte aber 1921 nach Dresden zurück, da ihn Heimweh überkommen hatte. Der Architekt Martin Pietzsch baute für ihn eine Villa (genannt Haus Sammann) in Dresden-Loschwitz, Sonnenleite 2, das er bis zu seinem Tode bewohnte. Er starb am 25. Mai 1938.

## Werke (Auswahl)
- Spätsommernachmittag. 1910, Öl auf Leinwand
- Waves crashing along the Carmel Coast. 1914, Öl auf Leinwand
- Felsenbucht am Meer. o. J., Öl auf Leinwand[4]
- Near Pirates Cove, Carmel. ca. 1913–1915, Öl auf Leinwand[5]